# Temple de Nanpaya

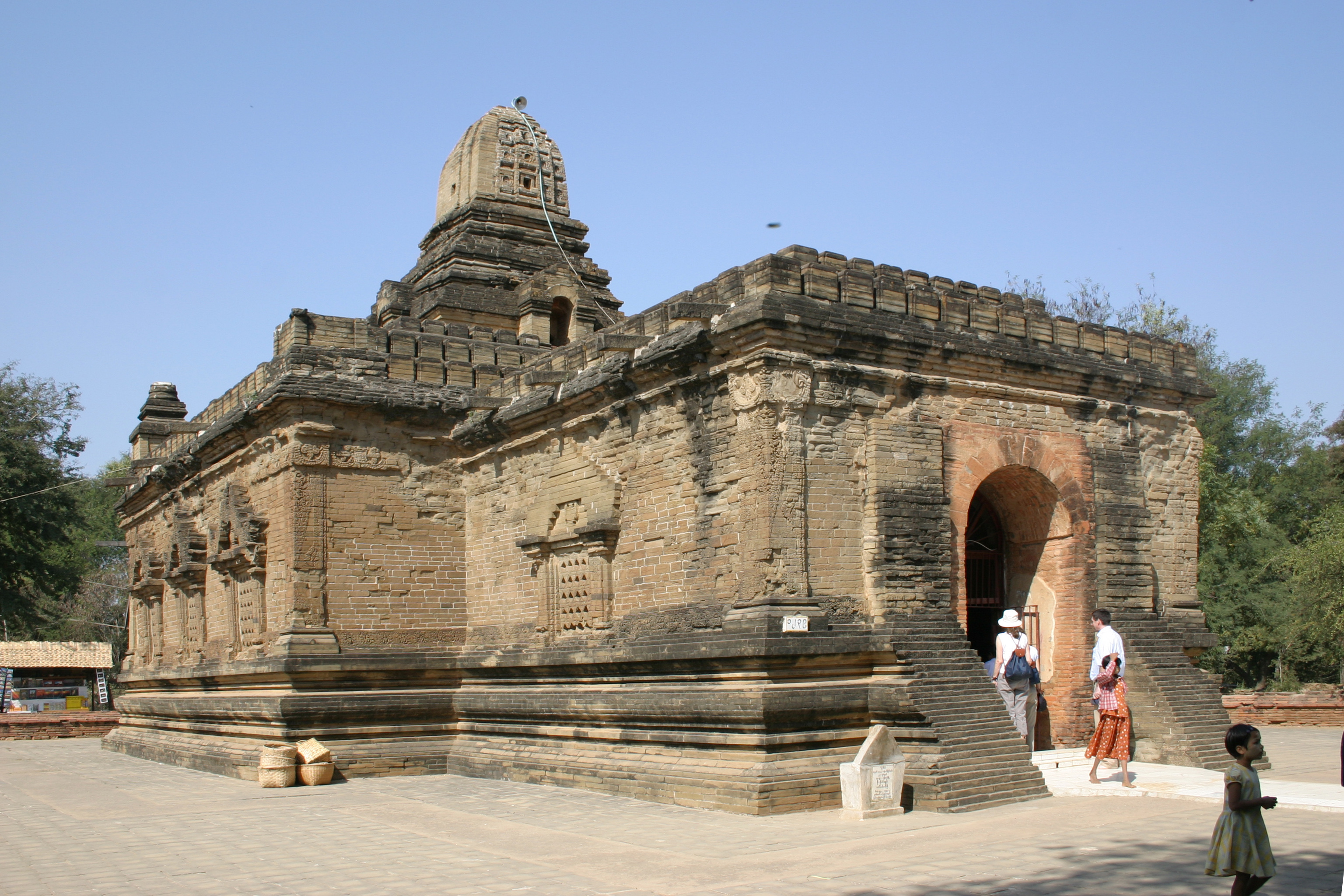
La temple de Nanpaya (2006)

Le temple de Nanpaya (littéralement « temple-palais ») est un sanctuaire hindou (ou hindouiste) de Myinpagan (Myikaba), au sud de Bagan, en Birmanie. Il fut élevé dans la seconde moitié du XIe siècle par le roi déchu de Thaton, Manuha, auquel il aurait servi de résidence.
Bâti en briques avec un parement de grès, c'est une construction de plan carré, précédée d'un grand vestibule à l'Est. La voûte centrale est soutenue par quatre piliers portant des images, peut-être de Brahmâ (le bouddhisme de Thaton était très syncrétique). Des fenêtres à écran de style môn, sur le pourtour, et trois fenêtres à la base du sikhara (tour-sanctuaire) éclairent l'intérieur.
Le temple de Manuha se trouve à proximité.
Un des fils de Manuha mourut de la lèpre à Bagan, et devint sous le nom de « Nyaung Gyin » l'un des 37 Nats (esprits) vénérés en Birmanie. Le reste de la famille fut transféré comme esclave à la pagode Shwezigon.